# Ардян-Элисей, Валентина
Валентина Нели Ардян-Элисей (рум. Valentina Neli Ardean Elisei; род. 5 июня 1982 года, Фокшаны, Румыния) — румынская гандболистка, левый вингер, выступала за сборную Румынии. За свою карьеру стала двукратным призёром чемпионатов мира (в 2005 и 2015), завоевала серебряные медали чемпионата Европы-2010, побеждала на молодёжном еврофоруме в 2000 году. Семь раз выигрывала чемпионат Румынии и стала обладательницей трёх еврокубков (Кубок вызова-2002, Кубок обладателей кубков-2007 и Кубок ЕГФ-2018. 

## Достижения

### Клубные
- Чемпионка Румынии: 2007, 2008, 2009, 2010, 2011, 2012, 2013
- Победительница Кубка Румынии: 2007, 2011, 2015
- Победительница Суперкубка Румынии: 2007
- Финалистка Лиги чемпионов ЕГФ: 2010
- Победительница Кубка чемпионов ЕГФ: 2007
- Победительница Кубка обладателей кубков ЕГФ: 2007
- Победительница Кубка вызова ЕГФ: 2002

### В сборной
- Серебряный призёр чемпионата мира: 2005
- Бронзовый призёр чемпионата Европы: 2010
- Чемпионка Европы среди девушек до 19 лет: 2000